# Stagediving
Stagediving er når en kunstner til en koncert "kaster" sig over på publikum - og crowdsurfer derefter, altså 'surfer' på tilskuerne.
Længe før begrebet overhovedet opstod, stagedivede The Rolling Stones ved Dutch concert i Kurhaus of Scheveningen d. 8. august, 1964.[kilde mangler]
Mange kunstnere har herefter gjort stagediving til en fast del af deres optræden. Jim Morrison er et tidligt eksempel på fast brug af stagediving til sine koncerter. Da stagediving til at starte med blev set som noget ekstremt og konfronterende, er stagediving især blevet populært indenfor hardcore punk og thrash metal genrene.

## Farer og risici
Stagediving er ikke ufarligt, da det kan gå ud over kunstneren selv - i form af forkert landing, eller for kort spring - og da det kan gå ud over tilskuerne - i flere tilfælde er fans blevet inviteret op på scenen - hvorefter de er blevet skubbet ud til et stage dive; dette er i et tilfælde endt grusomt, da Randy Blythe, en amerikansk heavy metal musiker i 2012, skubbede en fan ud i et stagedive, der endte med at fanen døde.